# Phare de Hjelm
Le phare de Hjelm (en danois : Hjelm Fyr) est un phare au Danemark. Il est situé sur Hjelm, une île de la mer Baltique au large de la côte de Bornholm, dans le Cattégat, à environ 5 km de la côte de Hassensør, au sud-est d’Ebeltoft. L’île est séparée du continent par le Hjelm Dyb et elle se situe dans la municipalité de Syddjurs, dans la région du Jutland central.

## Histoire
Hjelm a une histoire intéressante. L’île est habitée depuis le Moyen Âge. Elle a servi de repaire pour Marsk Stig et ses hommes, après le meurtre du roi du Danemark Éric V dans la grange de Finderup,. Marsk Stig s’est réfugié à Hjelm. Vers 1290, il construisit un château sur le site le plus élevé. Dans les années qui ont suivi, il a organisé des raids le long des côtes du pays et a même dirigé une entreprise de contrefaçon sur l’île. Le phare a été construit sur l’emplacement des remparts du château. D’importantes fouilles archéologiques ont été menées sur l’île en 1999, dans le but d’approfondir cette période passionnante de l’histoire du Danemark. Les fouilles archéologiques se sont poursuivies en l’an 2000 et les résultats sont présentés dans un vaste ouvrage : Marsk Stig og de fredløse på Hjelm (en français : Marsk Stig et les hors-la-loi à Hjelm). Le livre couvre toute l’histoire de l’île, y compris la vie au phare de 1856 à 1969.
Un premier phare a été construit en 1561, sous le règne de Christian III, pour améliorer la sécurité du trafic maritime et réduire le risque de naufrages et d’accidents dans les eaux autour de Hjelm. Le phare était construit en pierre et avait à l’origine un feu ouvert sur le dessus comme source de lumière. C’est l’un des plus anciens phares du Danemark.
Le phare actuel a été construit en 1856 par l’État sur le point culminant de l’île, le rempart de Fyrbakken, à 45 mètres au-dessus du niveau de la mer. Le phare a été conçu dès 1847 par l’architecte Niels Sigfred Nebelong, qui a également conçu les phares voisins de Vesborg (Samsø) et Sejerø, ainsi que le phare de Skagen, le phare de Røsnæs, le phare de Hesselø, le phare de Romsø et le phare de Hirtshals. Le responsable des travaux de construction était l’architecte des phares Ferdinand Meldahl. Il est devenu plus tard le directeur de l’Académie royale des beaux-arts du Danemark et a construit Marmorkirken à Copenhague.
Le phare de Hjelm est connu pour sa forme ronde caractéristique et sa couleur blanche, qui contraste avec le paysage environnant. Le phare est visible de loin. C’est un point de repère emblématique de Hjelm et un élément important du patrimoine maritime. Le phare a été restauré et entretenu au fil des ans pour conserver son apparence et sa structure d’origine. La couleur blanche qui recouvre le phare est un élément important de sa conception et assure une visibilité dans toutes les conditions météorologiques. Le phare est construit en pierre. Sa construction solide a résisté à l’épreuve du temps et aux effets des intempéries. La tour elle-même ne mesure que 18 m de haut,, mais la hauteur de la flamme est de 61 mètres au-dessus du niveau de la mer,,,,, ce qui en fait l’un des phares les plus élevés du Danemark. Le monogramme du roi Frédéric VII se trouve au-dessus de la porte du phare.
Le phare est de type clignotant, avec un cycle de 8 secondes. La lumière est allumée pendant 4 secondes, puis éteinte pendant 4 secondes, etc,,. La lumière a des secteurs de couleur blanc-rouge-vert selon la direction,. Dès le départ, le phare a été muni d’un appareil à lentille fixe et de prismes d’amplification rotatifs. En 1904, la source lumineuse a été remplacée par un brûleur à incandescence au kérosène. La luminosité était alors de 9174 candelas pour le feu fixe et de 55046 candelas pour le feu à éclats. Plus tard, le phare a été modernisé avec une lentille rotative et une lampe à pétrole qui fournissait une lumière plus puissante. En 2004, la source d’énergie a été remplacée : le moteur à essence a été remplacé par des panneaux photovoltaïques composés de cellules monocristallines et produisant 3,6 kWp, ce qui en fait le plus grand système photovoltaïque autonome du Danemark. Le système d’alimentation solaire, dont le propriétaire est l’État danois, a été installé par Dansk Solenergi RI/Danish Solar Energy. Ce passage au solaire doit permettre de réduire les émissions de CO2 de 21 tonnes par an. La source lumineuse est une lampe à incandescence de 1000 W. La lentille est la lentille de Fresnel d’origine.
Le phare comportait autrefois un bâtiment blanchi à la chaux à trois ailes, qui se trouvait au sud du phare, le phare constituant le quatrième côté autour d’une cour fermée,. C’étaient les logements du gardien de phare et des autres membres du personnel avec leurs familles. Le phare était exploité par trois familles : un directeur, un gardien et un assistant. Le phare a été gardé jusqu’en février 1970, date à laquelle il a été mis en fonctionnement automatique et le dernier gardien de phare a quitté l’île. Aujourd’hui, il est télécommandé depuis le phare de Fornæs, au nord de Grenå. Le fonctionnement quotidien est contrôlé par un ordinateur, qui (entre autres) allume et éteint la chaudière et s’occupe du générateur électrique. L’ordinateur est en liaison radio avec un poste de contrôle habité dans le phare de Fornæs, qui est ainsi informé de toute perturbation opérationnelle,,. Les bâtiments sont restés debout jusqu’en octobre 2006, , mais (à l’exception de la tour) ils ont été démolis en 2007 en raison des coûts excessifs de leur entretien continu. Le site est maintenant utilisé comme héliport.
Le phare a été soigneusement rénové en 2000. Plusieurs projets et initiatives de restauration ont été menés pour préserver le phare. Ces projets comprennent la réparation de la maçonnerie, le remplacement de la source lumineuse et l’amélioration des conditions d’accès. Les organisations de conservation et les bénévoles ont joué un rôle important pour s’assurer que le phare reste une partie importante du patrimoine culturel maritime du Danemark.
Le phare de Hjelm est ouvert aux visiteurs pendant la saison, généralement du printemps à l’automne. Il peut y avoir des changements dans les heures d’ouverture en raison des conditions météorologiques ou de travaux d’entretien. L’accès au phare peut être restreint et certaines mesures de sécurité peuvent être à respecter, mais les visiteurs peuvent profiter d’une vue spectaculaire sur la mer et la campagne environnante. Du haut du phare, il y a une vue fantastique. Au nord, se trouve Jernhatten, dont le nom et la forme ressemblent à Hjelm. Le village d’Elsegaarde est visible au nord-ouest et, par beau temps, on peut également voir des complexes d’habitation, des cheminées et le mât radio de l'émetteur de Søsterhøj  à Aarhus. Helgenæs, le phare de Sletterhage, Tunø, Samsø et Vejrø peuvent aussi être vus par temps clair. Par temps particulièrement clair et avec une bonne paire de jumelles, on peut voir la centrale électrique d’Asnaes à Kalundborg, Sejerø, le port de ferries d’Odden et le phare de Sjaellands Odde. Les ferries de Molslinjen font partie de la vue vers le sud et l’ouest. Il est également possible d’en apprendre davantage sur l’histoire et l’importance du phare grâce à des expositions et des visites guidées. Certains visiteurs choisissent également de se promener autour de Hjelm pour découvrir la beauté des paysages de l’île.